# UCI World Tour 2025
L'UCI World Tour 2025 è la quindicesima edizione del circuito organizzato dall'UCI, che sostituisce il vecchio calendario mondiale. Con i punteggi assegnati per ciascuna di queste competizioni si è stabilito il ranking internazionale del ciclismo. È partito il 21 gennaio 2025 dall'Australia con il Tour Down Under e terminerà il 19 ottobre 2025 in Cina con il Tour of Guangxi.

## Squadre
Le squadre che disputano la stagione 2025 dell'UCI World Tour sono 18.
| Cod. | Nome ufficiale                  | Biciclette       | Gruppo     | Ruote      | Pneumatici  |
| ---- | ------------------------------- | ---------------- | ---------- | ---------- | ----------- |
| ADC  | Alpecin-Deceuninck              | Canyon           | Shimano    | Shimano    | Vittoria    |
| ARK  | Arkéa-B&B Hotels                | Bianchi          | Shimano    | Shimano    | Vittoria    |
| TBV  | Bahrain Victorious              | Merida           | Shimano    | Vision     | Continental |
| COF  | Cofidis                         | Look             | Campagnolo | Campagnolo | Michelin    |
| DAT  | Decathlon AG2R La Mondiale Team | Van Rysel        | Shimano    | Swiss Side | Continental |
| EFE  | EF Education-EasyPost           | Cannondale       | Shimano    | Vision     | Vittoria    |
| GFC  | Groupama-FDJ                    | Wilier Triestina | Shimano    | Shimano    | Continental |
| IGD  | Ineos Grenadiers                | Pinarello        | Shimano    | Shimano    | Continental |
| IWA  | Intermarché-Wanty               | Cube             | Shimano    | Shimano    | Continental |
| LTK  | Lidl-Trek                       | Trek             | SRAM       | Bontrager  | Pirelli     |
| MOV  | Movistar Team                   | Canyon           | SRAM       | Zipp       | Continental |
| RBH  | Red Bull-Bora-Hansgrohe         | Specialized      | SRAM       | Roval      | Specialized |
| SOQ  | Soudal Quick-Step               | Specialized      | Shimano    | Roval      | Specialized |
| JAY  | Team Jayco AlUla                | Giant            | Shimano    | Cadex      | Cadex       |
| TPP  | Team Picnic PostNL              | Lapierre         | Shimano    | URSUS      | Vittoria    |
| TVL  | Team Visma-Lease a Bike         | Cervélo          | SRAM       | Reserve    | Vittoria    |
| UAD  | UAE Team Emirates XRG           | Colnago          | Shimano    | ENVE       | Continental |
| XAT  | XDS Astana Team                 | XDS              | Shimano    | Vision     | Vittoria    |

## Calendario
La stagione 2025 presenta un calendario per le squadre con licenza World Tour con un appuntamento in più rispetto alla stagione 2024. La novità è stata la prima edizione del Copenhagen Sprint.
| Evento                                   | Data                   | Vincitore             | Secondo             | Terzo                 | Squadra del vincitore   |
| ---------------------------------------- | ---------------------- | --------------------- | ------------------- | --------------------- | ----------------------- |
| Tour Down Under (2025)                   | 21-26 gennaio          | Jhonatan Narváez      | Javier Romo         | Finn Fisher-Black     | UAE Team Emirates XRG   |
| Cadel Evans Great Ocean Road Race (2025) | 2 febbraio             | Mauro Schmid          | Aaron Gate          | Laurence Pithie       | Team Jayco AlUla        |
| UAE Tour (2025)                          | 17-23 febbraio         | Tadej Pogačar         | Giulio Ciccone      | Pello Bilbao          | UAE Team Emirates XRG   |
| Omloop Het Nieuwsblad (2025)             | 1º marzo               | Søren Wærenskjold     | Paul Magnier        | Jasper Philipsen      | Uno-X Mobility          |
| Strade Bianche (2025)                    | 8 marzo                | Tadej Pogačar         | Thomas Pidcock      | Tim Wellens           | UAE Team Emirates XRG   |
| Parigi-Nizza (2025)                      | 9-16 marzo             | Matteo Jorgenson      | Florian Lipowitz    | Thymen Arensman       | Team Visma-Lease a Bike |
| Tirreno-Adriatico (2025)                 | 10-16 marzo            | Juan Ayuso            | Filippo Ganna       | Antonio Tiberi        | UAE Team Emirates XRG   |
| Milano-Sanremo (2025)                    | 22 marzo               | Mathieu van der Poel  | Filippo Ganna       | Tadej Pogačar         | Alpecin-Deceuninck      |
| Volta Ciclista a Catalunya (2025)        | 24-30 marzo            | Primož Roglič         | Juan Ayuso          | Enric Mas             | Red Bull-Bora-Hansgrohe |
| Classic Brugge-De Panne (2025)           | 26 marzo               | Juan Sebastián Molano | Jonathan Milan      | Madis Mihkels         | UAE Team Emirates XRG   |
| E3 Saxo Classic (2025)                   | 28 marzo               | Mathieu van der Poel  | Mads Pedersen       | Filippo Ganna         | Alpecin-Deceuninck      |
| Gand-Wevelgem (2025)                     | 30 marzo               | Mads Pedersen         | Tim Merlier         | Jonathan Milan        | Lidl-Trek               |
| Dwars door Vlaanderen (2025)             | 2 aprile               | Neilson Powless       | Wout Van Aert       | Tiesj Benoot          | EF Education-EasyPost   |
| Giro delle Fiandre (2025)                | 6 aprile               | Tadej Pogačar         | Mads Pedersen       | Mathieu van der Poel  | UAE Team Emirates XRG   |
| Giro dei Paesi Baschi (2025)             | 7-12 aprile            | João Almeida          | Enric Mas           | Maximilian Schachmann | UAE Team Emirates XRG   |
| Parigi-Roubaix (2025)                    | 13 aprile              | Mathieu van der Poel  | Tadej Pogačar       | Mads Pedersen         | Alpecin-Deceuninck      |
| Amstel Gold Race (2025)                  | 20 aprile              | Mattias Skjelmose     | Tadej Pogačar       | Remco Evenepoel       | Lidl-Trek               |
| Freccia Vallone (2025)                   | 23 aprile              | Tadej Pogačar         | Kévin Vauquelin     | Thomas Pidcock        | UAE Team Emirates XRG   |
| Liegi-Bastogne-Liegi (2025)              | 27 aprile              | Tadej Pogačar         | Giulio Ciccone      | Ben Healy             | UAE Team Emirates XRG   |
| Giro di Romandia (2025)                  | 29 aprile-4 maggio     | João Almeida          | Lenny Martinez      | Jay Vine              | UAE Team Emirates XRG   |
| Eschborn-Francoforte (2025)              | 1º maggio              | Michael Matthews      | Magnus Cort Nielsen | Jon Barrenetxea       | Team Jayco AlUla        |
| Giro d'Italia (2025)                     | 9 maggio-1º giugno     | Simon Yates           | Isaac Del Toro      | Richard Carapaz       | Team Visma-Lease a Bike |
| Giro del Delfinato (2025)                | 8-15 giugno            | Tadej Pogačar         | Jonas Vingegaard    | Florian Lipowitz      | UAE Team Emirates XRG   |
| Giro di Svizzera (2025)                  | 15-22 giugno           | João Almeida          | Kévin Vauquelin     | Oscar Onley           | UAE Team Emirates XRG   |
| Copenhagen Sprint (2025)                 | 22 giugno              | Jordi Meeus           | Alexis Renard       | Émilien Jeannière     | Red Bull-Bora-Hansgrohe |
| Tour de France (2025)                    | 5-27 luglio            | Tadej Pogačar         | Jonas Vingegaard    | Florian Lipowitz      | UAE Team Emirates XRG   |
| Classica di San Sebastián (2025)         | 2 agosto               | Giulio Ciccone        | Jan Christen        | Maxim Van Gils        | Lidl-Trek               |
| Giro di Polonia (2025)                   | 4-10 agosto            | Brandon McNulty       | Antonio Tiberi      | Matteo Sobrero        | UAE Team Emirates XRG   |
| Classica di Amburgo (2025)               | 17 agosto              | Rory Townsend         | Arnaud De Lie       | Paul Magnier          | Q36.5 Pro Cycling Team  |
| / Renewi Tour (2025)                     | 20-24 agosto           |                       |                     |                       |                         |
| Vuelta a España (2025)                   | 23 agosto-14 settembre |                       |                     |                       |                         |
| Bretagne Classic Ouest-France (2025)     | 31 agosto              |                       |                     |                       |                         |
| Grand Prix Cycliste de Québec (2025)     | 12 settembre           |                       |                     |                       |                         |
| Grand Prix Cycliste de Montréal (2025)   | 14 settembre           |                       |                     |                       |                         |
| Giro di Lombardia (2025)                 | 11 ottobre             |                       |                     |                       |                         |
| Tour of Guangxi (2025)                   | 14-19 ottobre          |                       |                     |                       |                         |

## Classifiche
Dal 2019, l'unica classifica valida a livello internazionale è l'UCI World Ranking, che già dal 2016 fornisce una classifica individuale ed una per Nazioni. A queste viene aggiunta la classifica mondiale UCI per team, stilata in base ai risultati ottenuti dai 10 migliori corridori per ogni squadra, riprendendo così la graduatoria già presente nell'UCI World Tour. Esistono anche due ulteriori classifiche individuali, una limitata alle sole corse di un giorno e l'altra invece specifica per le corse a tappe.